# Архипцев, Борис Владимирович
Борис Владимирович Архипцев (род. 7 апреля 1950, Коломна — 11 июня 2019, там же) — поэт, переводчик англоязычной и немецкой поэзии.

## Биография
Борис Архипцев родился и жил в подмосковной Коломне. В семь лет переболел полиомиелитом и навсегда потерял способность ходить. После школы заочно окончил факультет иностранных языков местного пединститута. На протяжении полутора десятилетий переводил научно-техническую литературу для ВНИТИ и ВНИИМ.
Стихи Архипцев начал писать с детства. Печатался в «Коломенской правде» и таких центральных изданиях, как «Смена», «Студенческий меридиан», «Иностранные языки в школе», «Советская культура» и «Первое сентября». Входил в редакционную коллегию «Коломенского альманаха». На стихи Архипцева написано более десятка песен, две песни на его стихи вошли в юбилейную пластинку, выпущенную фирмой «Мелодия» к 800-летию его родной Коломны, а песня «Город на все времена» (1999 год, с композитором Александром Фёдоровым) считается неофициальным гимном города.
Увлёкшись со студенческой скамьи переводами английских классиков (Саклинг, Ли Хант, Байрон), постепенно приходит к интерпретации поэзии нонсенса, став одним из ведущих русских переводчиков отца литературного лимерика, Эдварда Лира. Из около 240 лимериков Лира, переведённых Архипцевым, 26 до него на русский язык не переводились никогда; его переводы максимально приближены по смыслу к английскому оригиналу. Методом «эквиметрического перевода», направленным на максимально точную передачу авторской строфики и содержания, Архипцев переводил также сонеты Уильяма Шекспира.
Переводы Архипцева печатались в таких изданиях, как «Иностранная литература», «Русская мысль» (Париж), «Новый берег» (Копенгаген), «Зарубежные записки» (Дортмунд). Последней его работой стал перевод «Охоты на Снарка» Льюиса Кэрролла, увидевший свет в «Коломенском альманахе» уже после смерти Архипцева. Автор пяти книг. Лауреат национального литературного конкурса «Золотое перо Руси».
Увлечения — классическая музыка, опера, шахматы. Чемпион Коломны по шахматам 1982 года. Двукратный чемпион Вооружённых Сил России по решению шахматных этюдов. Составленные им шахматные композиции публиковались в отечественной и зарубежной периодике.
Умер 11 июня 2019 года, похоронен на Старом кладбище Коломны.